# Chiesa di San Giuliano (Como)
La chiesa dei Santi Giuliano e Ambrogio, più comunemente conosciuta come chiesa di San Giuliano, è un edificio di culto cattolico della città di Como.

## Storia
L'attuale edificio è il risultato di un rimaneggiamento barocco - avvenuto tra il 1674 e il 1679 - di una chiesa romanica, presumibilmente costruita su impulso del vescovo Bennone e documentata già nella seconda metà del XII secolo. Il ritrovamento di due lapidi funerarie facenti riferimento a un cimitero detto di San Giuliano lasciano tuttavia supporre la presenza di un primitivo oratorio già prima dei secoli VI e VII.
Tracce della chiesa romanica si possono riscontrare in quel che rimane dell'antico abside del lato sud, così come nella parte inferiore del campanile, databile tra i secoli XI e XII, ove trovano posto i resti di alcuni affreschi databili al XIV secolo.
La chiesa fa parte di un complesso che comprende anche un ex-monastero, soppresso durante il periodo delle secolarizzazioni giuseppinistiche. Il monastero, che già nel 1176 risultava includere un ospitale fondato presumibilmente attorno alla metà del secolo precedente, fu dapprima retto da benedettini cistercensi per poi passare alle agostiniane della chiesa di Sant'Andrea a Brunate nel 1592, in seguito a un periodo durante il quale tutto il complesso era andato in commenda. Verso la fine del 1594, le agostiniane spostarono il proprio convento da Brunate al monastero di San Giuliano.
Al tempo dei benedettini, l'abate del monastero di San Giuliano in Pomario era uno dei tre religiosi che, unitamente agli abati delle basiliche di San Carpoforo e di Sant'Abbondio, avevano il diritto di nominare il vescovo di Como. Nel XV secolo, la giurisdizione dei frati di San Giuliano si estendeva al vicino ospedale di San Gottardo e alla chiesa dell'eremo di San Donato.
Sotto la gestione delle monache di Sant'Agostino si registrarono la costruzione di un chiostro, la realizzazione delle decorazioni barocche e il rifacimento della parte anteriore della chiesa e dell'odierna facciata.
Ulteriori interventi di ristrutturazione si rivelarono necessari a seguito di un devastante incendio divampato nel 1899.
Già chiesa vicaria dapprima della basilica di San Fedele e poi della chiesa di Sant'Agata, la chiesa di san Giuliano fu alle dipendenze della chiesa di Sant'Agostino fino al 18 giugno 1922, quando avvenne l'elevazione alla dignità di parrocchiale per mezzo di una bolla vescovile datata il 22 gennaio 1921.
Il campanile della chiesa, la cui parte superiore fu realizzata durante il periodo delle modifiche barocche, fu restaurato a partire dal 1978.
Durante il nono decennio del Novecennio venne costruito il portico alle spalle della chiesa, sormontato da una vetrata ideata da Mario Radice. Della fine dello stesso decennio è il nuovo altare, consacrato il 5 febbraio 1989 da Teresio Ferraroni.

## Descrizione
Tra le opere conservate nella chiesa di San Giuliano si segnala un San Pasquale Baylon (ante 1744) di Carlo Innocenzo Carloni, dipinto trasportato nel 1810 dalla demolenda chiesa cittadina francescana di Santa Croce in Boscaglia.